# Guglielmo Marengo
Guglielmo Marengo (zm. 18 stycznia 1178) – włoski kardynał.

## Życiorys
Pochodził w Pawii i początkowo był archidiakonem kapituły w swoim rodzinnym mieście. W marcu 1158 Hadrian IV wyniósł go do godności kardynała-prezbitera S. Pietro in Vincoli i w następnym roku wysłał go jako legata do Lombardii. Brał udział w podwójnej papieskiej elekcji 1159, opowiadając się po stronie prawnie obranego papieża Aleksandra III. W 1160 był jego reprezentantem na zwołanym przez cesarza Fryderyka Barbarossę synodzie w Pawii, który zakończył się uznaniem przez cesarza antypapieża Wiktora IV; powściągliwa postawa kardynała w trakcie obrad tego synodu naraziła go na zarzuty o nielojalność wobec Aleksandra III. W następnych latach wielokrotnie działał jako legat papieski w Lombardii (1160, 1164, 1169, 1172, 1175), na Sycylii (1167) oraz Francji i Anglii (1160, 1167-68). W 1177 uczestniczył w negocjacjach z cesarzem Fryderykiem Barbarossą, które doprowadziły ostatecznie do zawarcia traktatu weneckiego i zakończenia schizmy w Kościele. W grudniu 1176 został mianowany biskupem Porto e S. Rufina. Podpisywał bulle papieskie między 14 maja 1158 a 5 października 1177. Zmarł w Aversa.